# موسلي
موسلي ميوزك قروب (Mosley Music Group) هي مجموعة موسيقية أسسها الملحن الموسيقي تمبالاند في 2006 خصيصاً لإنتاج ألبوم الكندية نيللي فرتادو بعنوان لووس الذي تم طرح منه أغاني ناجحة مثل مانإيتر، برومسكيوس، أول غود ثينغز (كوم تو أن إند)، دو إت وسي إت رايت.
ومن ثم أخذت الشركة تتسع شيئاً فشيئاً حتى أنها ساعدت في إنتاج ألبوم جستن تيمبرلاك وأسهمت في إخراج فنانين جدد إلى الساحة مثل كيري هيلسون والفرقة التي يوقع لها الكثير نجاح يضاهي نجاح فرقة لينكين بارك واسمها OneRepublic التي أنتجت أغنيتها الأولى على شكل دويتو مع تمبالاند بعنوان «أبلوجايز». الشركة أنتجت في 2007 تعاون ثلاثي شهير بعنوان قيف إت تو مي من الألبوم الأول الذي ينتجه تمبالاند لنفسه بمشاركة جستن تيمبرلاك ونيللي فرتادو خاطفة المركز الأول في كل من الولايات المتحدة الأمريكية والمملكة المتحدة اللتان تعدان أصعب سوق موسيقية على الإطلاق.